# Membre de Linas
Le membre de Linas qui faisait partie de la commanderie du Déluge appartenant aux Hospitaliers de l'ordre de Saint-Jean de Jérusalem. Elle était la propriété de Jehan de Choisy, chevalier de Brunoy, qui vendit le tiers en avril 1303 aux Hospitaliers.

## Sources
- Le patrimoine des communes de l'Essonne - tome 2, Paris, Editions Flohic, 2001, 1053 p. (ISBN 2-84234-126-0), « Linas », p. 783–791